# Pennsylvania Dutch
Pennsylvania Dutch (auch Pennsylvania Germans; pennsylvaniadeutsch: Pennsilfaani Deitsche) ist die englische Bezeichnung für eine Gruppe deutschsprachiger Bewohner, die sich seit dem 17. Jahrhundert in Pennsylvania, einem späteren US-amerikanischen Bundesstaat, angesiedelt haben und die ursprünglich als Einwanderer mehrheitlich aus der Pfalz kamen. Es waren zumeist Protestanten, insbesondere Mennoniten, Amische und Mitglieder der Herrnhuter Brüdergemeine. Die von ihnen besiedelte Region wird in Amerika als Pennsylvania Dutch Country bezeichnet. Zum zunächst besiedelten Kerngebiet gehören die Städte Allentown, Hershey, Lancaster, Reading und York. Die Sprache dieser Gruppe Deutschamerikaner, die teilweise noch gesprochen wird, heißt Pennsylvania Deitsch, offiziell Pennsylvania Dutch. Zu ihrer Zahl bestehen kaum verlässliche Angaben, da die Abgrenzung unklar ist. Ausgehend von der Anzahl der Dialektsprecher gehen neueste Erhebungen von rund 390.000 bis 420.000 Personen aus. 80 % dieser Menschen gehören zu den konservativen Gruppen der Amischen und Altmennoniten. Die Lutheraner und Reformierten, die in der Vergangenheit die überwiegende Mehrheit der Sprecher des Pennsylvaniadeutschen stellten, machen nurmehr 5 % der Sprecher aus.

## Etymologie

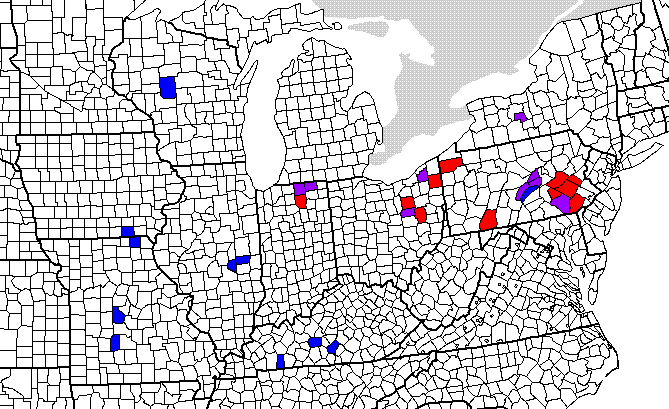
Blau: Counties mit dem höchsten Anteil von Pennsylvania-Dutch-Sprechern in der Bevölkerung
Rot: Counties mit den meisten Pennsylvania-Dutch-Sprechern absolut

Die Bezeichnung „Dutch“ ist ein Beispiel einer Lehnprägung, wobei die pennsylvaniadeutsche Eigenbezeichnung „Deitsch“ von den Englischsprachigen als „Dutch“ (normalerweise „Niederländer“) adaptiert wurde. An sich war diese Entwicklung nicht ganz unlogisch, da „Dutch“ und „Deitsch“ (wie auch Deutsch, Tysk, Duits und Diets) außer lautlichen Ähnlichkeiten auch einen gemeinsamen Ursprung haben in dem urgermanischen Wort *þiudiskaz.
Obwohl die Deutschstämmigkeit der Pennsylvania Dutch in der heutigen pennsylvaniadeutschen Gemeinschaft außer Frage steht, nennt der Großteil der Pennsylvania Dutch sich im Englischen vor allem „Dutch“ statt „German“. Historischer Hauptgrund dafür ist die nahezu fehlende deutsche Auswanderung nach Amerika im Zeitraum von 1760 bis 1830. Die Deutschen, die im 19. Jahrhundert emigrierten, wurden von den Pennsylvania Dutch als eng verwandt, aber unterschiedlich angesehen. Von den neu eingewanderten Deutschamerikanern wurden die Pennsylvania Dutch als rückständig empfunden, da sie kein Nationalbewusstsein hatten und das Hochdeutsch nicht oder kaum beherrschten. Demgegenüber waren die Pennsylvania Dutch der Meinung, die neuen Deutschamerikaner seien elitär und herablassend. Ein klares Beispiel für diesen Unterschied sind die damals üblichen Bezeichnungen „Deitsche“ für Pennsylvania Dutch und „Deitschlenner“ (wörtlich „Deutschländer“) für Deutsche, eine heute auch unter deutschsprachigen Personen in Namibia und Rumänien gängige Bezeichnung für Deutsche aus Deutschland.
Als die Deutschamerikaner sich während des 19. Jahrhunderts in der amerikanischen Gesellschaft assimilierten, verschwand dieser Unterschied wieder, und in der kontemporären pennsylvaniadeutschen Sprache ist „Deitsche“ sowohl die kürzere Eigenbezeichnung als auch das Wort für Deutsche. Weiterer Grund für die Erhaltung von „Dutch“ statt „German“ war die Deutschenfeindlichkeit unter Amerikanern während des Ersten Weltkriegs, wobei eine antideutsche Hysterie entstand, in der deutschsprachige Amerikaner angefeindet wurden und sich zur Assimilation gezwungen sahen. Heute ist es aber üblich für viele Pennsylvania Dutch, sich, neben Pennsylvania Dutch, auch als Deutschamerikaner zu identifizieren. So sind die Begriffe Pennsylvania Dutch und Pennsylvania Germans völlig untereinander austauschbar.

## Geschichte

Aufkleber auf Pennsylvania Dutch: „Wir sprechen noch die Muttersprache“

Der Quäker William Penn (1644–1718), der eine eigene Kolonie an der Ostküste der Vereinigten Staaten gründen wollte, hielt die rein ländliche Region von Pennsylvania für einen besonders geeigneten Standort und machte ihn durch seine Schriften bei potenziellen deutschsprachigen Auswanderern bekannt. Er warb in den 1670er Jahren in deutschen Provinzen für sein Projekt. 1683 gründeten deutsche Mennoniten aus dem Raum Krefeld den Ort Germantown, der heute ein Stadtbezirk Philadelphias ist. Nach 1710 kam die erste größere Welle Auswanderer aus der Pfalz in Pennsylvania an. Ihre Berichte in die Heimat zogen weitere Siedler an, die aus der Pfalz, Baden, Württemberg und dem Rheinland kamen. 1711 ließen sich sechs mennonitische Familien aus der Schweiz in Lancaster nieder, das 1730 offiziell gegründet wurde. Zwischen 1727 und 1775 kamen rund 65.000 deutsche Auswanderer nach Philadelphia. Während der Amerikanischen Revolution desertierten einige tausend hessische Söldner, die in Diensten Englands standen, und ließen sich im Pennsylvania Dutch Country nieder. Im Jahr 1790 waren 40 % der Gesamtbevölkerung dieses Bundesstaates deutschstämmig. Da sich die Deutschen vor allem im Südosten von Pennsylvania niederließen, waren hier in manchen Townships und Countys bis zu 80 % der Siedler deutschstämmig. Sie widmeten sich zunächst ausschließlich der Landwirtschaft und der Selbstversorgung ihrer Farmen.
Auch nach 1800 kamen noch deutsche Auswanderer nach Pennsylvania, meistens aus anderen Regionen, und teilweise waren es Katholiken. Sie werden von Historikern im Allgemeinen nicht zur Bevölkerungsgruppe der Pennsylvania Dutch gezählt. Die deutschen Einwanderer, die nach 1820 kamen, ließen sich eher in New York, Illinois oder Wisconsin nieder, da der Kaufpreis für Ackerland in Pennsylvania mittlerweile stark gestiegen war. Das „Pennsylvania Dutch Country“ wird von den Einheimischen bisweilen als „Pennsylvania Deitschland“ oder „Pennsylvania Dutchland“ bezeichnet.